# Carrer de les Eres (Saus)
El carrer de les Eres és un carrer de Saus, Camallera i Llampaies (Alt Empordà). Un conjunt de cases d'aquest carrer està inclòs a l'Inventari del Patrimoni Arquitectònic de Catalunya.

## Conjunt de cases inventariades
És un conjunt de cases situat dins de l'entramat urbà de la població de Saus, al bell mig del nucli antic, tot i que també és la via d'accés principal a la població des de la carretera GI-623.
Es tracta d'un conjunt d'edificis majoritàriament rehabilitats, que conformen l'actual carrer de les Eres. Aquesta via discorre en paral·lel al carrer Major per la banda de llevant del nucli, amb una orientació nord- sud. A l'inici del carrer des de la banda sud, les construccions responen a la tipologia de masos rectangulars, envoltats de patis i jardins. A mesura que s'avança en direcció al nucli, la tipologia arquitectònica varia i respon a cases entre mitgeres, de dues o tres plantes, amb les obertures emmarcades amb pedra. A la part central del carrer, destaquen els edificis dels números 12 i 9B, amb algunes obertures originals, tot i que han estat força restaurats. Al tram final o nord de la via hi ha un portal d'arc rebaixat adovellat, que dona sortida o accés al nucli. Totes les construccions estan bastides amb pedra desbastada i morter.

## Història
Les dues cases es deuen remuntar a la mateixa època, vers els segles XVII-XVIII, mateix període que les altres construccions del carrer. Cal ressaltar que una fou restaurada segurament l'any 1995, data inscrita en una de les llindes.